# Robert Ier de Namur
Pour les articles homonymes, voir Robert Ier.
Robert Ier, mort entre 974 et 981, est comte de Namur de 946 à sa mort.
On ne connaît rien de ses origines. L. Venderkindere a émis l'hypothèse que Robert soit petit-fils de Bérenger par sa mère. La Vita Gerardi abbatis Broniensis précise que les descendants de Béranger continuèrent à tenir le comté de Namur, mais l'absence des prénoms de Berenger et de Régnier laisse penser qu'il s'agit plutôt d'une descendance collatérale. 
Il apparaît régulièrement dans les actes entre 946 et 974 et prend part entre 958 et 963 à la rébellion du comte Immon contre Brunon, duc de Lotharingie. À l'occasion, il renforça les fortifications du château de Namur. Sa dernière apparition dans les documents d'époque remonte à 974, et son fils Albert Ier apparaît en 981.

## Mariage et enfants
Son épouse n'est pas connue. 
Sur la base de l'onomastique, Thierry Stasser a émis l'hypothèse qu'il s'agit de Luitgarde, fille d'Adalbert, comte de Metz (✝ 944), et de Luitgarde, elle-même fille de Wigéric de Bidgau et de Cunégonde de France. Quoi qu'il en soit, Robert est le père de :
- Albert Ier († 1012), comte de Namur ;
- Giselbert ;
- Ratbod.

## Source
- H. Pirenne, « Robert Ier de Namur », Académie royale de Belgique, Biographie nationale, vol. 19, Bruxelles, 1907 [détail des éditions], p. 479-480.
- Thierry Stasser, « L'Épouse de Robert Ier de Namur : essai d'identification », dans Onomastique et Parenté dans l'Occident médiéval, Oxford, Linacre College, Unit for Prosopographical Research, coll. « Prosopographica et Genealogica / 3 », 2000, 310 p. (ISBN 1-900934-01-9), p. 113-115.